# Alpha FM
Alpha FM é uma estação de rádio brasileira da cidade de São Paulo, que opera na frequência 101,7 MHz em FM para ouvintes da Região Metropolitana de São Paulo. Apesar de estar sediada na Avenida Paulista, a emissora é uma concessão do município de Osasco.

## Histórico
Controlada pelo Grupo Camargo de Comunicação, a emissora foi inaugurada em 1.º de novembro de 1987, com o nome de Alpha 105 FM, na frequência de 104,9 MHz, mudando mais tarde para a atual frequência 101,7 MHz. A programação musical já era brasileira e internacional, voltada ao público adulto.

## Emissoras
A Alpha FM conta com um formato de afiliação em que cede sua marca, programas e plástica para operação local das emissoras. A primeira afiliada neste esquema foi a Alpha FM de Goiânia, lançada em abril de 2016.
Entre 2017 e 2018, o Grupo Camargo de Comunicação, em parceria com o Grupo Bandeirantes, administraram a Alpha FM Rio. Quase duas semanas depois do fim da emissora do Rio de Janeiro, a Alpha FM inaugura sua afiliada em Brasília. Entre 2020 e 2021, a Alpha FM também esteve presente em São José do Rio Preto.